# Rumuńska Partia Komunistyczna
Rumuńska Partia Komunistyczna (rum. Partidul Comunist Român) – komunistyczna partia istniejąca w latach 1921–1989, sprawująca władzę w Rumunii w okresie 1948–1989, w latach 1948–1965 nosząca nazwę Rumuńskiej Partii Robotniczej (Partidul Muncitoresc Român).
Partia powstała w 1921 roku i składała się z rewolucyjnego i probolszewickiego skrzydła Rumuńskiej Partii Socjalistycznej które zasiliło Międzynarodówkę Komunistyczną. Od początku istnienia została poddana represjom ze strony rządu, a w latach 30. większość jej czołowych działaczy zostało uwięzionych, wielu udało się na emigrację do ZSRR, gdzie padli ofiarą stalinowskiej czystki. Partia komunistyczna odrodziła się po 1944 roku gdy wzięła udział w zorganizowanym przez monarchę zamachu stanu który obalił pronazistowski reżim. Dzięki poparciu ZSRR i lokalnych sojuszników partia komunistyczna w 1948 roku przejęła pełnię władzy. Od lat 40. i do 50. trwały walki wewnątrzpartyjne w których odsunięto od władzy działaczy proradzieckich a władzę objęła frakcja narodowa.
W latach 60. władzę w partii objął Ceaușescu, który wzmocnił nacjonalistyczny kurs partii. Przeprowadził liberalizację systemu i gospodarki, którą zakończył w latach 70. przyjmując Tezy Lipcowe. Choć od lat 70. Rumunia była krajem częściowo niezależnym od ZSRR to jej przywództwo było jednym z najbardziej twardogłowych w bloku wschodnim. Partia rozpadła się po rewolucji w 1989 roku, a w wyniku jej rozpadu powstał szereg mniejszych partii o różnych profilach ideowych.

## Historia

### Ukształtowanie się partii
Partia została założona w 1921 roku, gdy inspirowana bolszewikami frakcja objęła kontrolę nad socjaldemokratyczną Socjalistyczną Partią Rumunii (spadkobierczynią nieistniejącej Rumuńskiej Socjaldemokratycznej Partii Robotniczej i istniejącej przez krótki czas Socjaldemokratycznej Partii Rumunii, która została odbudowana w 1927 roku, zrzeszając przeciwników komunizmu). Grupa zbliżyła się do Kominternu i wysłała swoją delegację do Rosji Radzieckiej. Partia była również członkiem Komunistycznej Federacji Bałkańskiej, skupiającej partie komunistyczne regionu (na samym początku lat 20.). Proradziecki kurs nie spodobał się grupie umiarkowanych działaczy partii (m.in. Ioan Flueraș, Iosif Jumanca, Leon Ghelerter i Constantin Popovici), którzy kolejno opuścili partię, począwszy od maja 1921. W kolejnych latach partia zmieniła nazwę na Partia Socjalistyczno-Komunistyczna, by ostatecznie przyjąć nazwę Komunistyczna Partia Rumunii. Ugrupowanie komunistyczne spotkało się z represjami ze strony rządu, konkurowało także z innymi lewicowymi organizacjami. Z 40 tys. członków dawnej Partii Socjalistycznej w partii komunistycznej pozostało 2 tys. osób. Następnie liczba ta spadła do 500.
Partia komunistyczna miała początkowo niewielki wpływ na sytuację w Rumunii. W kraju nie funkcjonował przemysł, nie istniała zatem faktycznie klasa robotnicza, marksizm miał niewielki wpływ na krajowych intelektualistów. Rząd rumuński z powodzeniem rozbijał podziemne struktury polityczne. Wreszcie popularności komunistom nie przysparzały wezwania do rozpadu tzw. Wielkiej Rumunii. Partia stała na stanowisku, iż ideologia wielkorumuńska była formą kolonializmu, a regiony takie jak Besarabia, Transylwania, Dobrudża i Bukowina zostały przez Rumunię nielegalnie zdobyte, przez co ich mieszkańcy zostali pozbawieni prawa do samostanowienia. W 1924 roku władze rumuńskiej sekcji Kominternu wywołały powstanie tatarbunarskie w południowej Besarabii. Celem powstania było utworzenie na terytorium Rumunii niezależnej republiki mołdawskiej.
W okresie do II wojny światowej lewica rumuńska była zdominowana przez tzw. poporanizm – rumuńską koncepcję pod silnym wpływem narodnictwa. Zwolennicy poporanizmu skupiali się na ruchu chłopskim. Niewielkie poparcie dla komunizmu wśród Rumunów powodował wreszcie fakt silnej reprezentacji mniejszości narodowych w szeregach partii okresu międzywojennego, w tym Węgrów, Żydów i Bułgarów. Duże zainteresowanie działaniem w partii w tych mniejszościach powodowała polityka dyskryminacji mniejszości narodowych prowadzona przez ówczesne rządy rumuńskie.

### Komunistyczna Partia Rumunii (1921–1948)
Partia krótko po utworzeniu, w 1921, została oskarżona przez władze o udział w zamachu bombowym na parlament Rumunii. Zamachowcom okazał się anarchista Max Goldstein, mimo to przywódcy partii komunistycznej, w tym sekretarz generalny Gheorghe Critescu, zostali oskarżeni o organizację zamachu. Grupa działaczy została skazana w procesie pokazowym, a część z nich, w tym jeden z czołowych liderów organizacji Pawieł Tkaczenko, została zastrzelona w czasie rzekomej próby ucieczki. W 1925 roku król Ferdynand I, zaniepokojony represjami politycznymi, ogłosił amnestię dla więźniów wywodzących się z ruchu komunistycznego. Niektórzy działacze, którym groziło aresztowanie, jeszcze przed ogłoszeniem amnestii uciekli do ZSRR. Tam ukształtowało się tzw. moskiewskie skrzydło ruchu komunistycznego Rumunii, podczas gdy władze partii, które pozostały w kraju do 1928 roku, niemal straciły kontakt z Kominternem.

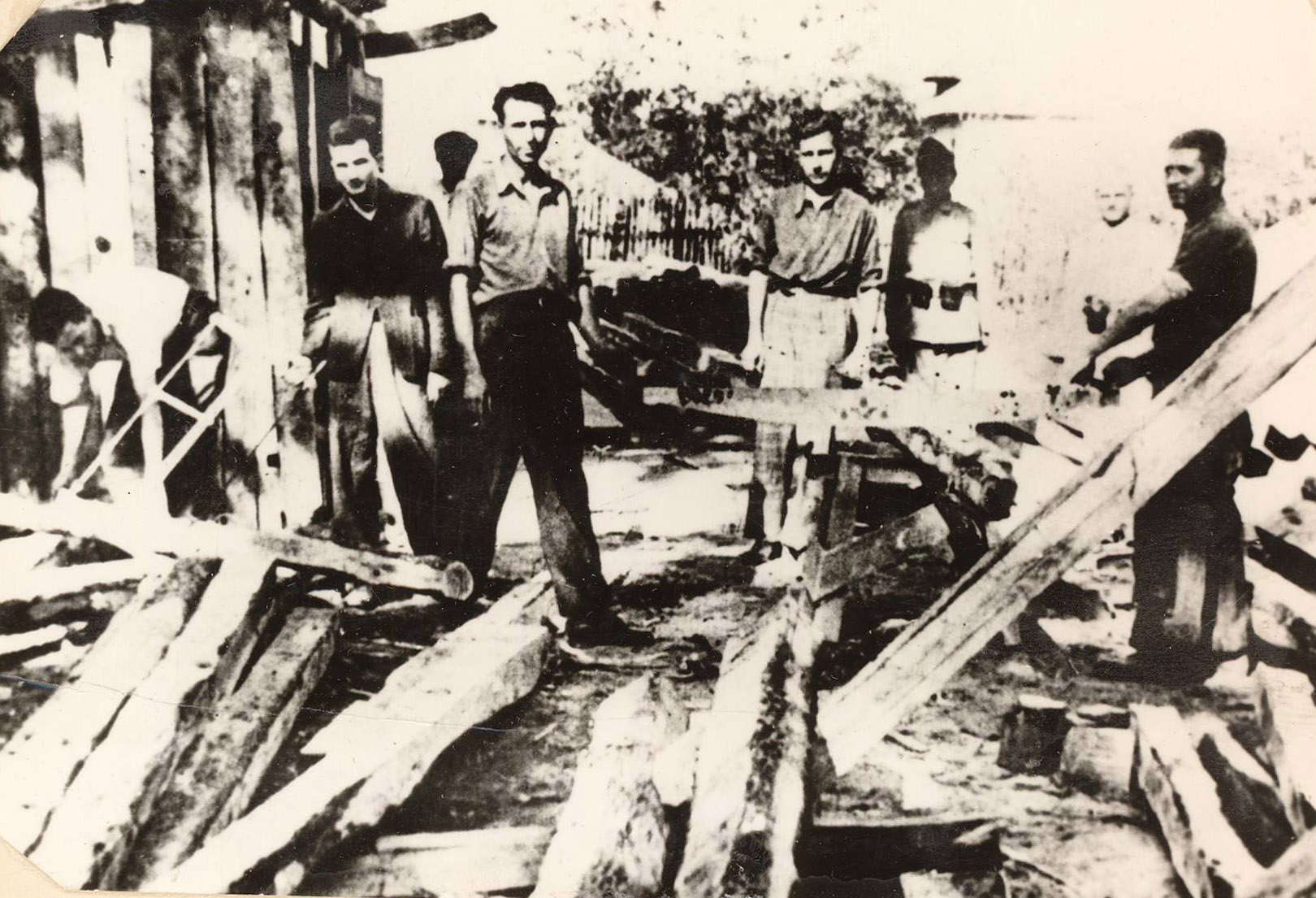
Więźniowie polityczni reżimu Antonescu, wśród nich przyszły przywódca kraju Nicolae Ceaușescu

Na początku lat 30. Komintern umocnił swoje wpływy w partii, a dotychczasowy sekretarz generalny partii Witalij Hołostenko został zastąpiony przez wyznaczonego przez Międzynarodówkę Aleksandra Danieluka, byłego członka Komunistycznej Partii Polski. Nowe władze usunęły z partii Gheorghe Cristescu, który sprzeciwiał się internacjonalistycznemu kierunkowi wyznaczonemu przez nowe kierownictwo. W okresie, gdy partią kierowali działacze wskazani przez Komintern, doszło do poszerzenia jej wpływów i rozbudowy tajnych sieci konspiracyjnych. Partia stała się bardziej popularna w trakcie wielkiego kryzysu, gdy komuniści zorganizowali serię strajków, które odniosły względne sukcesy. Komuniści byli również wśród organizatorów krwawo stłumionego strajku w warsztatach kolejowych w Grivițy w 1933 r. Dalej jednak wewnętrzną działalność zaburzała ideologiczna podejrzliwość. W przeciągu lat 30. doszło do kolejnych zmian w partii, w wyniku których spadło znaczenie mniejszości narodowych, wzrosły zaś wpływy Rumunów skupionych wokół frakcji Gheorghe Gheorghiu-Deja. Przyjęta przez Komintern w 1934 roku doktryna Frontu Ludowego nie została oficjalnie przyjęta przez partię rumuńską, mimo to komunistom udało się nawiązać sojusz z agrarnym Frontem Oraczy, Węgierską Unią Ludową i Socjalistyczną Partią Chłopską, ponadto małe grupy komunistyczne stały się aktywne w partiach głównego nurtu.
W wyborach w 1937 roku komuniści poparli Narodową Partię Chłopską i Iuliu Maniu. Poparcie te motywowano opozycją tej partii przeciwko rządowi Gheorghe Tătărescu i króla Karola II, którzy prowadzili politykę represji wobec organizacji komunistycznych. Kłopotem w późniejszej komunistycznej historiografii rumuńskiej był fakt istnienia aliansu wyborczego pomiędzy faszystowską Żelazną Gwardią a Maniu. Historycy próbowali wytłumaczyć poparcie komunistów dla tego bloku ze względu na odmowę współpracy socjaldemokratów z partią komunistyczną, co skłoniło ją do szukania porozumienia z prawicą. Wraz z coraz bardziej autorytarnym charakterem rządów króla Karola i procesem politycznym komunistów (w tym Any Pauker) w 1936 wpływy partii gwałtownie spadły. Wydawanie partyjnych czasopism zostało wstrzymane, a niemal wszyscy czołowi liderzy partii trafili do więzienia politycznego w Doftanie. Tajna policja (Królewska Policja Bezpieczeństwa) przeniknęła struktury partii i pozyskała cenne informacje o jej działalności, w efekcie czego rząd doprowadził do utraty wsparcia finansowego przez partię i zagarnął fundusze zebrane w ramach akcji wsparcia dla pacyfizmu i dla republikanów w hiszpańskiej wojnie domowej.
Wobec faktycznego rozbicia partii, Komitet Wykonawczy Kominternu wezwał rumuńskich komunistów do infiltracji Frontu Narodowego, będącego jedyną legalną partią realizującą cele dyktatury Karola II. Celem infiltracji było przeciągnięcie członków Frontu w kierunku sprawy rewolucyjnej. Do 1944 roku komuniści podzielili się na kilka frakcji. Frakcja więzienna skupiała więźniów politycznych, w tym Gheorghiu-Deja. Druga z frakcji skupiona była wokół Ștefana Forișa i Remusa Kofflera. Frakcja moskiewska na emigracji w ZSRR została zdziesiątkowana w trakcie stalinowskiej Wielkiej Czystki na rozkaz Józefa Stalina. Zginęli wówczas Alexandru Dobrogeanu-Gherea, David Fabian, Ecaterina Arbore, Imre Aladar, Elena Filipescu, Dumitru Grofu, Ion Dic Dicescu, Eugen Rozvan, Marcel Pauker, Aleksander Danieluk, Timotei Marin i Elek Köblös. Czystkę przetrwała Ana Pauker, która przejęła i przekształciła emigracyjne struktury.

#### II wojna światowa

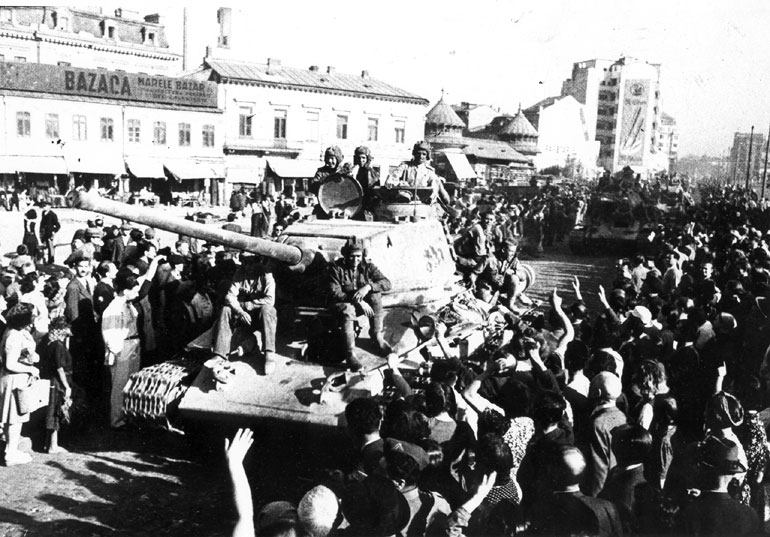
Tłum witający Armię Czerwoną na ulicach Bukaresztu

Na początku II wojny światowej władzę dyktatorską w Rumunii objął Ion Antonescu, który przyłączył Rumunię w skład sojuszu Osi i włączył się do niemieckiej inwazji na ZSRR. Front Narodowy, w którym działała grupa komunistów, nie rozpadł się w okresie dyktatury, a kilku niskich rangą komunistów rozpoczęło współpracę z nowym reżimem. W trakcie wojny niewielka grupa komunistów rumuńskich znajdujących się we Francji zasiliła szeregi tamtejszego ruchu oporu walczącego z niemiecką okupacją (m.in. Gheorghe Gaston Marin, Olga Bancic, Nicolae Cristea i Joseph Boczov). W kraju natomiast działacze partii komunistycznej zbliżyli się do tradycyjnych partii w opozycji względem Antonescu. Komuniści wraz z socjaldemokratami rozpoczęli rozmowy z Narodową Partią Chłopską i Partią Narodowo-Liberalną. W trakcie trwania wojny praktycznie wszyscy liderzy komunistyczni zostali uwięzieni (większość z nich internowano w Caransebeșlub w obozie koncentracyjnym w pobliżu Târgu Jiu). Komuniści tacy jak Filimon Sârbu, Francisc Panet lub Ștefan Plavăț próbowali tworzyć zbrojne grupy, zostały one jednak rozbite przez reżim, a ich członkowie zostali straceni. Statystyki służby bezpieczeństwa informują, że w Bukareszcie w okresie od stycznia 1941 do września 1942 roku 143 osoby zostały skazane za działalność komunistyczną, 19 spośród nich skazano na karę śmierci, a 78 na kary więzienia lub pracy przymusowej. Antysemicki reżim Antonescu w ramach polityki zwalczania mniejszości żydowskiej rozróżnił członków partii komunistycznej na tych pochodzenia żydowskiego i tych rumuńskiego – pierwsi wraz z innymi Żydami trafiali do gett i obozów koncentracyjnych, gdzie padli ofiara holocaustu. Większość żydowskich działaczy partii trafiło do obozu w Wapniarce, gdzie większość z nich zmarła z powodu zagłodzenia, lub do obozu w Rybnicy, gdzie zostali rozstrzelani przez wycofujące się wojska niemieckie w marcu 1944 roku. W czerwcu 1943 roku, gdy reżim Rumunii poniósł poważne klęski na froncie wschodnim, komuniści zaproponowali utworzenie przez wszystkie partie opozycyjne Narodowego Bloku Demokratycznego, którego celem było doprowadzenie do wycofania się z sojuszu z nazistowskimi Niemcami.

#### Pucz z 1944 roku

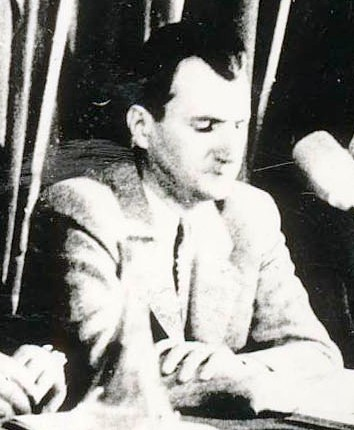
Lucrețiu Pătrășcanu, minister sprawiedliwości w rządzie królewskim, a zarazem pierwszy komunista sprawujący tak wysoki urząd w Rumunii

Na początku 1944 roku, gdy Armia Czerwona przekroczyła rzekę Prut, wpływy partii komunistycznej w bloku opozycji przeciwko Antonescu wzrosły. Równocześnie dzięki Lucrețiu Pătrășcanu i Emilowi Bodnăraşowi komuniści nawiązali kontakt z królem Michałem I. W tym samym czasie Ștefan Foriș, będący sekretarzem generalnym, został odsunięty od władzy przez frakcję więzienną. Władzę w partii objęli Gheorghe Gheorghiu-Dej, Constantin Pîrvulescu i Iosif Ranghet. Według części źródeł odwołanie Forișa ze stanowiska sekretarza generalnego było kompletnym zerwaniem historycznej ciągłości między partią komunistyczną z 1921 roku, a ugrupowaniem rządzącym w Rumunii po II wojnie światowej.
W dniu 23 sierpnia 1944 roku król Michał wraz z wiernymi mu oficerami rumuńskich sił zbrojnych i uzbrojonymi oddziałami paramilitarnymi komunistów dokonały zamachu stanu i aresztował Iona Antonescu. Król z wielkim poparciem społecznym przywrócił starą konstytucję z 1923 roku, wprowadził zawieszenie broni z Armią Czerwoną i wycofał się z bloku Osi. Premierem rządu koalicyjnego mianował Constantina Sănătescu. Koalicję zdominowała Chłopska Partia Narodowa i Partia Narodowo-Liberalna, swoje wpływy zdobyła też partia komunistyczna, a Pătrășcanu został ministrem sprawiedliwości, stając się tym samym pierwszym komunistą, który otrzymał tak wysoki urząd w rządzie rumuńskim. 31 sierpnia do Bukaresztu wkroczyła Armia Czerwona, której dowództwo praktycznie przejęło kontrolę nad krajem, doprowadzając do znacznego wzrostu znaczenia lokalnej partii komunistycznej.

#### Opozycja wobec rządów Sănătescu i Rădescu
Komuniści po dwóch dekadach represji cieszyli się mniejszym poparciem niż reszta partii opozycyjnych. Szybki wzrost poparcia dla nich spowodował rozłam w Partii Narodowo-Liberalnej, w wyniku którego grupa skupiona wokół Gheorghe Tătărescu utworzyła osobną partię, która weszła w sojusz z komunistami. Po 23 sierpnia komuniści rozpoczęli kampanię polityczną skierowaną przeciwko Narodowej Partii Chłopskiej (największej wówczas partii) i jej przywódcom Iuliu Maniu i Ionowi Mihalache. Zdaniem komunistów Maniu zachęcał do przemocy wobec społeczności węgierskiej w nowo odzyskanej przez Rumunię północnej Transylwanii. Partia komunistyczna w celu wzmocnienia swoich struktur rozpoczęła masową kampanię rekrutacyjną, dzięki czemu liczba członków partii szybko wzrosła do sześciu tysięcy. Partia przyciągnęła znaczną liczbę Rumunów, w tym wielu robotników i intelektualistów, a także byłych członków Żelaznej Gwardii. W 1947 roku liczyła już 710 tysięcy członków, w dalszym ciągu jednak występowały wewnątrzpartyjne różnice i podziały na frakcje. Po 1944 roku licznie powstawały komunistyczne organizacje społeczne, np. Towarzystwo Kulturalne. Oprócz tego powstało skrzydło paramilitarne partii – Gwardia Patriotyczna, która rozwiązała się w 1948 roku.
Z inicjatywy komunistów 8 października 1944 roku rozwiązano Narodowy Blok Demokratycznego, a w jego miejsce komuniści, socjaldemokraci, Front Oraczy, Socjalistyczna Partia Chłopska Mihaia Ralea, Węgierska Unia Ludowa i Unia Patriotów Mitiță Constantinescu utworzyły koalicję o nazwie Narodowy Front Demokratyczny. Partie koalicji stanowiły opozycję względem Sănătescu, którego oskarżały o tendencje dyktatorskie. Do koalicji w późniejszym czasie dołączyła też grupa liberałów Tătărescu, Demokratyczna Partia Chłopska (powołująca się na dziedzictwo nieistniejącej już Partii Chłopskiej) Nicolae Lupu i frakcja rozłamowa Narodowej Partii Chłopskiej Antona Alexandrescu. Sănătescu wraz ze wzrostem znaczenia opozycji w listopadzie podał się do dymisji, został jednak przekonany przez króla do utworzenia drugiego rządu. Drugi rząd Sănătescu rozpadł się w przeciągu zaledwie kilku tygodni. O utworzenie rządu został następnie poproszony wojskowy Nicolae Rădescu, który na stanowisko ministra spraw wewnętrznych powołał komunistę Teohari Georgescu. Ten umożliwił wprowadzenie sympatyków partii komunistycznej do sił bezpieczeństwa. Również ten premier nie zyskał aprobaty partii komunistycznej, która rozpoczęła kampanię skierowaną przeciwko rządowi. 13 lutego 1945 roku odbyła się demonstracja przeciwników rządu przed Pałacem Królewskim, a tydzień później w stolicy doszło do walk ulicznych między siłami komunistycznymi a sympatykami Narodowej Partii Chłopskiej. W obliczu narastającego chaosu, Rădescu wezwał do przeprowadzenia wyborów. W tym czasie radziecki wiceminister spraw zagranicznych Andriej Wyszynski przybył do Bukaresztu, gdzie zaproponował królowi powołanie na stanowisko premiera Petru Grozy. W zamian ZSRR zaoferował Rumunii gwarancję, że w jej granicach znajdzie się Siedmiogród, do którego żądania wysuwały także Węgry. Król Michał zgodził się i zdymisjonował Rădescu, który następnie wyjechał z kraju.

#### Pierwszy rząd Grozy

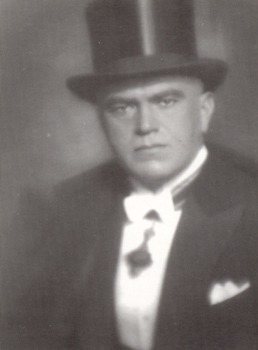
Twórca i przywódca Frontu Oraczy, Petru Groza

6 marca Groza został desygnowany na premiera nowego rządu. W nowym rządzie większość, w tym kontrolę nad Siłami Zbrojnymi, przejęli komuniści, którzy objęli ministerstwa – sprawiedliwości (Lucrețiu Pătrășcanu), spraw wewnętrznych (Georgescu), komunikacji (Gheorghe Gheorghiu-Dej), propagandy (Petre Constantinescu-Iași) i finansów (Vasile Luca). Do rządu weszli też ministrowie niekomunistyczni, w tym socjaldemokraci (w partii socjaldemokratycznej władzę przejęli prokomunistyczni Lothar Rădăceanu i Ștefan Voitec), przedstawiciele Frontu Oraczy, Narodowej Partii Chłopskiej i Partii Narodowo-Liberalnej (zwolennicy rozłamowych frakcji Tătărescu i Alexandrescu). Rząd Groza znalazł się w ciężkiej sytuacji, gdy na konferencji poczdamskiej rządy zachodnich aliantów odmówiły uznania jego administracji, a król Michał wezwał do dymisji rządu. Premier odrzucił żądanie monarchy, w odwecie ten odmówił podpisywania dekretów rządowych. Po brytyjsko-amerykańskich mediacjach rząd i król doszli do kompromisu, w wyniku którego do rządu weszli politycy spoza sojuszu wyborczego Grozy, wywodzący się z opozycji.
Nowy rząd natychmiast przystąpił do przeprowadzenia reformy rolnej, która była jednak daleka od leninowskich wzorów, a nawet bardziej łagodna niż reforma z 1923 roku. Założenia reformy cofnięte zostały w latach 1948–1962, gdy rząd przeprowadził stopniową kolektywizację. Drugą istotną reformą było utworzenie Rumuńskich Trybunałów Ludowych, które badały przypadki zbrodni wojennych okresu II wojny światowej i sądziły oskarżonych o ich dokonanie. Dokonano też pewnych korekt polityki handlowej, w ramach których wprowadzono większą wymianę handlową z ZSRR.

#### Drugi rząd Grozy
W październiku 1945 roku w liceum im. Michała Walecznego w Bukareszcie odbyła się pierwsza otwarta konferencja partii komunistycznej, na której dokonano zmian w kierownictwie partii. Stanowisko sekretarza zachował Gheorghiu-Dej, jednak jego dotychczasowi współpracownicy Constantin Pîrvulescu i Iosif Rangheț zostali odsunięci na rzecz Any Pauker, Teohari Georgescu i Vasile Luki. Na konferencji odnotowano też pierwsze użycie nowej nazwy partii – Rumuńska Partia Komunistyczna. Miała ona sugerować ściślejszy związek z interesem narodowym. Po 1945 roku odnotowano największy wśród partii komunistycznych bloku wschodniego wzrost liczby członków.
Rumuńska Partia Komunistyczna i jej sojusznicy wygrali wybory (prawdopodobnie sfałszowane) z dnia 19 listopada 1946 roku. W kolejnych miesiącach partia skupiła się na rywalizacji z Narodową Partią Chłopską, który zakończył się procesowym pokazem kierownictwa partii. 30 grudnia 1947 roku partia komunistyczna zmusiła króla Michała do abdykacji i ogłosiła utworzenie republiki ludowej, pozostającej w sojuszu z ZSRR.

### Rumuńska Partia Robotnicza

#### Utworzenie nowej formacji
W lutym 1948 roku komuniści zakończył długi proces infiltracji Rumuńskiej Partii Socjaldemokratycznej (zapewniając sobie kontrolę nad nią poprzez sojusze wyborcze). W efekcie socjaldemokraci połączyli się z komunistami, tworząc Rumuńską Partię Robotniczą, która pod tą nazwą została partią rządzącą do 1965 roku (wtedy ponownie zmieniono nazwę partii). Socjaldemokraci zostali wykluczeni z większości stanowisk partyjnych i zostali zmuszeni do wspierania zasad komunistycznych na podstawie centralizmu demokratycznego. Do nowego ugrupowania dołączyła tylko połowa z 500 tysięcy członków partii socjaldemokratycznej. Rząd po wyborach z 1948 roku zakazał ponadto prawnie działania pozostałych partii (nadal istniały jednak prorządowe Front Oraczy i Węgierska Unia Ludowa, które rozwiązały się w 1953 roku).
Partia dokonała serii zmian gospodarczych: Narodowy Bank Rumunii został znacjonalizowany, przeprowadzono reformy walutowe. Rząd ponadto jawnie potępił plan Marshalla. Od 11 czerwca 1948 roku postępowała nacjonalizacja i wdrażanie gospodarki planowanej. W 1950 roku przyjęty został pierwszy plan pięcioletni, opracowany przez komisję Mirona Constantinescu. Kolektywizacja była wdrażana stopniowo aż do początku lat 60. W 1950 roku partia, która określała się jako awangarda klasy pracującej stwierdziła, że osoby pochodzenia proletariackiego sprawują 64% urzędów partyjnych i 40% wyższych stanowisk państwowych, co i tak było wskaźnikiem niższym niż zakładano.

#### Czystki wewnętrzne
W latach 40. scena polityczna została zdominowana przez wewnątrzpartyjny konflikt skrzydła moskiewskiego i frakcji więziennej Gheorghiu-Deja. W tym okresie powstały ponadto słabsze frakcje, m.in. frakcja Lucrețiu Pătrășcanu określana jako skrzydło sekretariatu. Po październiku 1945 roku frakcja moskiewska i więzienna zjednoczyły się w celu walki z Pătrășcanu, którego stronnictwo przestało istnieć do 1948. Wówczas przywódcy partii wywodzący się z frakcji więziennej rozpoczęli kampanię mającą na celu usunięcia z partii wrogich i obcych elementów. Walka frakcyjna przypadła na czas szybkiej rozbudowy struktur partii. W 1952 roku Gheorghiu-Dej wyszedł zwycięsko z konfrontacji z Aną Pauker w wyniku czego z partii wydalono Moskali (a więc działaczy, w dużej mierze żydowskiego pochodzenia, którzy w okresie międzywojennym znaleźli się na emigracji w ZSRR), w tym Vasile Lukę i Teohari Georgescu. W wyniku czystki z liczącej około miliona członków partii wykluczono co najmniej 300 tysięcy osób którzy negatywnie przeszli kampanię weryfikacji. W szczególności z partii usuwano byłych członków Żelaznej Gwardii.
Po eliminacji wewnątrzpartyjnej opozycji Gheorghiu-Dej objął funkcję premiera i ogłosił dążenie do wyeliminowania elementów ustroju kapitalistycznego i dalszej budowy demokratycznego państwa ludu. Swoją władzę jako premiera sprawował równocześnie będąc sekretarzem generalnym partii (z wyjątkiem lat 1954–1955 gdy przywódcą partii był Gheorghe Apostol) a urzędy sprawował do swojej śmierci w 1965 roku. Rumunia w okresie od rozpoczęcia zimnej wojny do śmierci Stalina w polityce zagranicznej ściśle popierała ZSRR. Partia Robotnicza należała do Kominformu grupującego partie komunistyczne Europy, a w 1948 roku w trakcie kryzysu jugosłowiańskiego potępiła działania Josipa Broz Tito.

#### Destalinizacja
Reformatorska polityka prowadzona przez Nikitę Chruszczowa umożliwiła kierowanie się Rumunii w bardziej niezależną stronę (według samego Gheorghiu-Deja destalinizacja w Rumunii ruszyła już po 1952 roku). Po XX Zjeździe Komunistycznej Partii Związku Radzieckiego na którym Chruszczow zainicjował destalinizację, Gheorgiu-Dej oskarżył Pauker, Lucę i Goergescu za stalinowskie ekscesy partii w latach 40. i na początku 50. (w szczególności w odniesieniu do kolektywizacji) i określił ich jako partyjnych stalinowców (choć niejednokrotnie byli oni nie mniej radykalni niż Gheorgiu-Dej). Rozpoczynając destalinizację Gheorghiu-Dej otoczył się działaczami lojalnymi wobec jego własnych poglądów politycznych, wśród nich znaleźli się Nicolae Ceaușescu, Gheorghe Stoica, Ghizela Vass, Grigore Preoteasa, Alexandru Bârlădeanu, Ion Gheorghe Maurer, Gheorghe Gaston Marin, Paul Niculescu-Mizil i Gheorghe Rădulescu. Gheorhiu-Dej potępił dziedzictwo Stalina, potępił jego kult jednostki i zachęcał stalinistów do samokrytyki.
Na spotkaniu partii z marca 1956 roku, dwaj członkowie Biura Politycznego będący zwolennikami reform w stylu Chruszczowa – Miron Constantinescu i Iosif Chișinevschi skrytykowali Gheorghiu-Deja i zrównoważyli go z rumuńskim stalinizmem, w 1957 roku oni sami zostali oskarżeni o stalinizm i pod tym zarzutem wydaleni z szeregów partii. W czerwcu 1958 roku Gheorghiu-Dej zmarginalizował kolejną grupę starych członków partii, tym razem tych związanych z Constantinem Donceą.

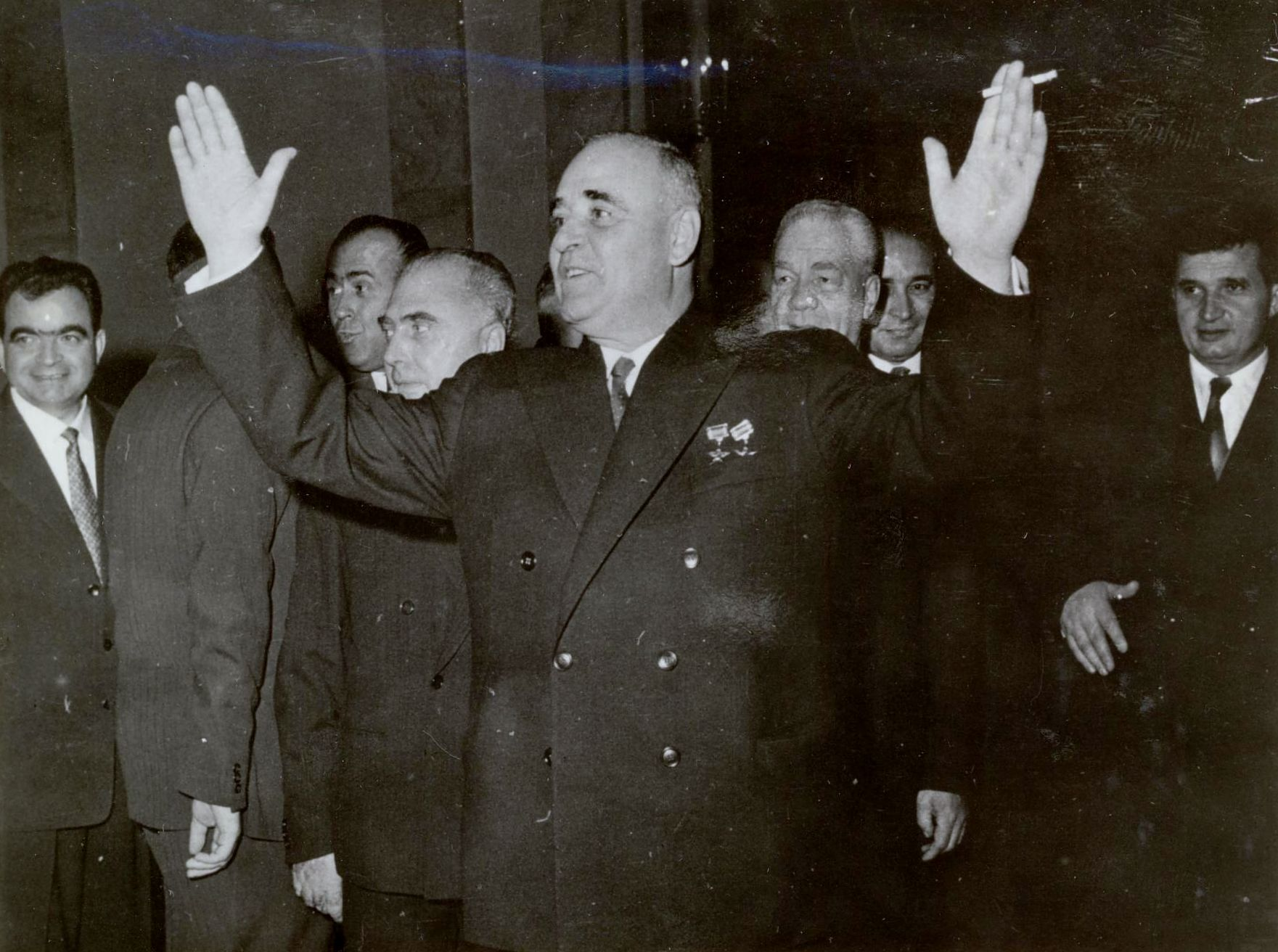
Gheorghe Gheorghiu-Dej

W polityce zagranicznej Rumunia dołączyła do Układu Warszawskiego i poparła interwencję ZSRR przeciwko rewolucji węgierskiej 1956 roku oraz potępiła jej przywódców w tym Imre Nagyego. Stanowisko to wynikało z tego że węgierski bunt wywołał protesty rumuńskich studentów w największych metropoliach Rumunii.

#### Gheorghiu-Dej i kurs narodowy
Po destalinizacji komunizm i nacjonalizm przeniknął się tworząc tzw. narodowy komunizm. Kurs był podyktowany w dużej mierze poglądami Gheorghiu-Deja który był zwolennikiem gospodarczej niezależności i dystansowania się od RWPG. Rumuński premier w ramach tej polityki w 1954 roku porzucił politykę zakładającą skupienie się na wymianie handlowej z ZSRR. Premier zlikwidował następnie rumuńsko-radzieckie przedsięwzięcia kulturalne. Gheorghiu-Dej chcąc zapewnić Rumunii niezależność gospodarczą rozpoczął uprzemysłowienie i stworzył kompleks przemysłowy w Galati mający zakończyć okres uzależnienia Rumunii od importu żelaza z zagranicy. W 1957 roku Gheorghiu-Dej i Emil Bodnăraș przekonali Sowietów do wycofania swoich wojsk z terenów Rumunii a jeszcze rok wcześniej rząd Rumunii pogodził się z jugosłowiańską administracją Josipa Broz Tito co poskutkowało serią wspólnych jugosłowiańsko-rumuńskich projektów gospodarczych (rozwijanych szczególnie w Żelaznej Bramie).
Drastyczna rozbieżność ideologiczna między ZSRR a Rumunią rozpoczęła się w 1961 roku. Choć Rumunia w trakcie rozłamu chińsko-radzieckiego pod koniec lat 50. i albańsko-radzieckiego w 1961 roku poparła początkowo stanowisko Chruszczowa, utrzymała wyjątkowe dobre stosunki zarówno z Chinami i Albanią. Rumuńskie media jako jedyne spośród Układu Warszawskiego nie skrytykowały Chin, w zamian za co urzędnicy maoistowscy poparli rumuński nacjonalizm twierdząc, że Besarabia (zajęta przez ZSRR w pierwszej fazie II wojny światowej) jest ofiarą tradycyjnego rosyjskiego imperializmu.
W 1964 roku Rumunia odrzuciła radziecki plan utworzenia ponadnarodowych jednostek gospodarczych Europy Środkowo-Wschodniej (w ramach którego Rumunia miała dostarczać produktów rolnych) i zgłosiła kilka kontrpropozycji. W tym samym roku doszło do kilku radykalnych zmian w doktrynie państwowej – Gheorghiu Dej zatwierdził opublikowanie przez Andrieja Oțeteę rusofobicznych prac Karola Marksa (odkrytych przez polskiego historyka Stanisława Schwanna). Sama partia była coraz bardziej krytyczna wobec Chruszczowa, a pod koniec kwietnia 1964 roku w gazecie Scînteia ogłoszono zaangażowanie partii na rzecz „narodowej ścieżki” komunizmu (stwierdzono, że w komunizmie nie istnieje podział rodzaju rodzic i syn, czy partia lepsza i podległa). Pod koniec 1964 roku kierownictwo Partii Robotniczej starło się z nowo wybranym przywódcą ZSRR Leonidem Breżniewem w kwestii nadal obecnych w rumuńskich służbach Securitate doradach KGB. Ostatecznie Rumunii udało się wyrzucić ze służb doradców KGB (jako pierwszemu państwu w europejskim bloku wschodnim).
Polityka ta sprawiła, że Rumunia zdobyła większą swobodę w realizacji własnego programu rozwojowego. Uniezależnienie się dotyczyło głównie stosunków gospodarczych i współpracy wojskowej. Mimo nacjonalizmu, Partia Robotnicza stała się coraz bardziej popularna wśród rumuńskich nacjonalistów a ostatni etap rządów Gheorghiu-Deja była powszechnie utożsamiany z liberalizacją systemu.

### Rumuńska Partia Komunistyczna

#### Dojście do władzy Ceaușescu
Gdy w marcu 1965 roku zmarł Gheorghiu-Dej, jego następcą na stanowisku sekretarza generalnego został Nicolae Ceaușescu, prezydentem został Chivu Stoica, a premierem Ion Gheorghe Maurer. W ramach walk frakcyjnych Ceaușescu odsunął do drugiego szeregu Stoicę, Alexandru Drăghici i Gheorghe Apostola. W ten sposób do 1969 roku objął pełną kontrolę nad Komitetem Centralnym. Według części źródeł najważniejsze w procesie konsolidowania władzy przez Ceaușescu okazało się poparcie ze strony Iona Gheorghe Maurera, Emila Bodnărașa, Ilie Verdeța, Virgila Trofina i Paula Niculescu-Mizila. Swoją władzę pozycję w partii Ceaușescu wykorzystał do powołania Komisji Partii, która rozpoczęła badania nad czystkami stalinowskimi w Rumunii i dokonała rehabilitacji wielu działaczy poddanych represjom stalinowskim (w tym m.in. Ștefana Forișa, Lucrețiu Pătrășcanu, Mirona Constantinescu, Vasile Luki i rumuńskie ofiary wielkiej czystki w ZSRR). Działania te pozwoliły na większą konsolidacje nowego kierownictwa i zdystansowanie się od spuścizny politycznej Gheorghiu-Deja.
Już w 1965 roku Ceaușescu oświadczył, że Rumunia nie jest już demokracją ludową, lecz republiką socjalistyczną i zmienił nazwę rządzącej partii na Rumuńska Partia Komunistyczna. Nowa nazwa miała wskazywać, że Rumunia ściśle stosuje się do zasad marksistowskich, zachowując przy tym niezależność. Kontynuował politykę promowania pojęć takich jak samostanowienie i suwerenność oraz proces desowietyzacji i romanizacji rozpoczęty przez Gheorghiu-Deja. Polityka Ceaușescu okazała się sukcesem. Od 1965 do 1975 roku doszło do dużego wzrostu poziomu życia Rumunów i urbanizacji terenów wiejskich (według politologa Daniela Babru proces ten zaczął się jeszcze w latach 50. za rządów Gheorghiu-Deja).
Przełomowym wydarzeniem był sierpień 1968 roku, gdy Ceaușescu podtrzymał dotychczasowy antyradziecki dyskurs, sprzeciwiając się interwencji Układu Warszawskiego w Czechosłowacji. Kurs lidera partii bardzo spodobał się społeczeństwu, w rezultacie partia odnotowała wzrost członków z 1,4 miliona członków do 2,6 miliona, a ponadto na nowo utworzyła oddziały paramilitarne Gwardii Patriotycznej, na wypadek interwencji ZSRR w Rumunii. Obawiając się radzieckiej interwencji, partia szukała nawet sojuszu z Jugosławią, jednak negocjacje z nią nie przyniosły jednoznacznych wyników. W odpowiedzi na antyradziecką politykę Rumunii, Leonid Breżniew wykluczył rumuńskie wojska z manewrów Układu Warszawskiego, a według części źródeł bardzo prawdopodobne było to, że planował interwencję przeciwko rządowi tego państwa.

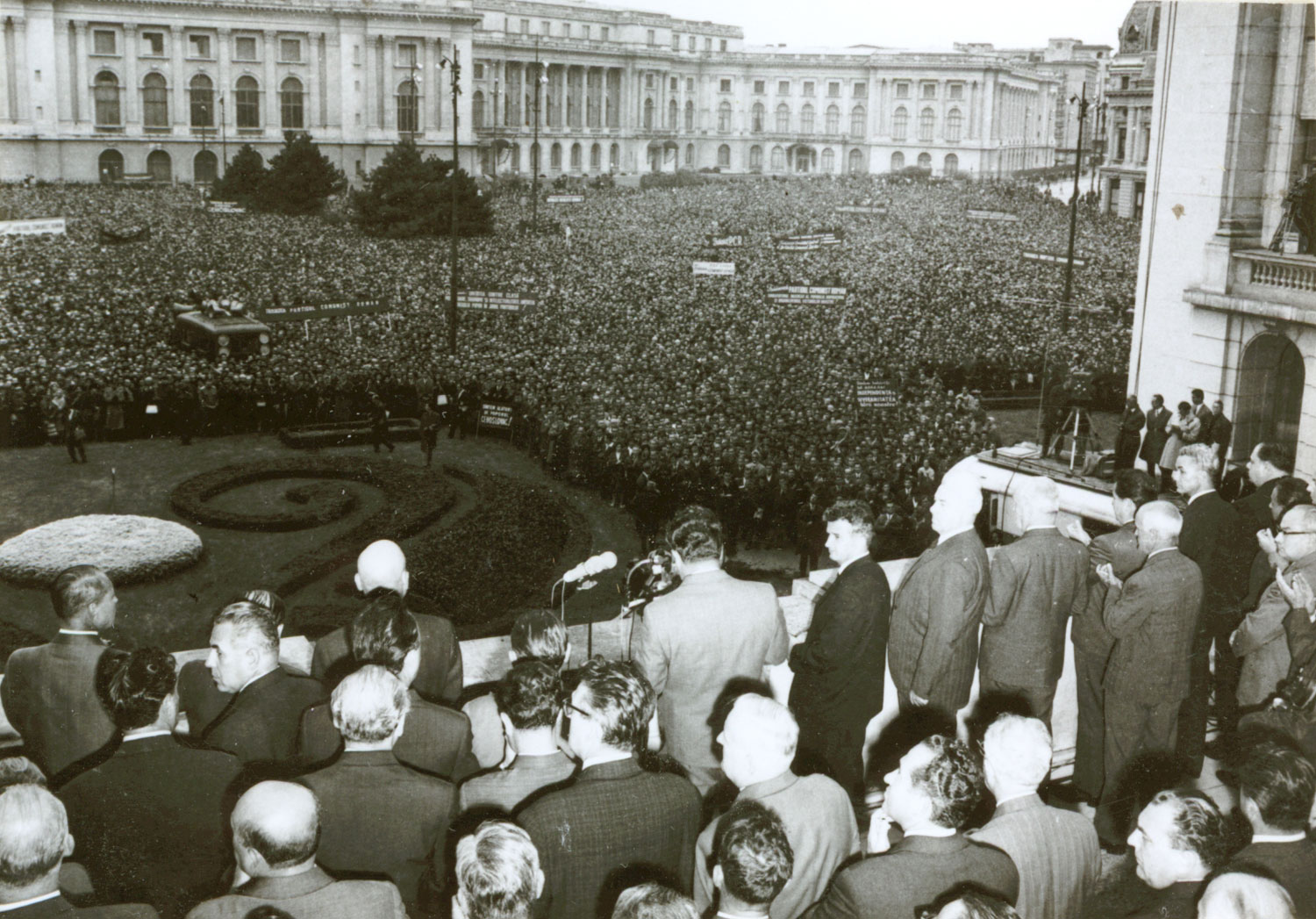
Zorganizowana przez władze Rumunii demonstracja w Bukareszcie 21 sierpnia 1968 r. przeciwko interwencji w Czechosłowacji. Przemawia Nicolae Ceaușescu

Poparcie przez przywódców Rumunii reform praskiej wiosny Alexandera Dubčeka spotęgowało wizerunek Ceaușescu jako narodowego i niezależnego przywódcy komunistycznego. Już w 1967 roku Rumunia podjęła szereg działań zagranicznych źle ocenionych w ZSRR – nawiązała relacje dyplomatyczne z RFN i nie zerwała relacji z Izraelem po wojnie sześciodniowej. Działania Rumunii zostały natomiast dobrze odebrane na Zachodzie, co w połączeniu z głośną wizytą rumuńskiego przywódcy u Charles’a de Gaulle’a we Francji w maju 1968 roku przyniosło Rumunii wsparcie USA i innych państw zachodnich. W 1969 i 1975 Rumunię odwiedzili nawet amerykańscy prezydenci (kolejno Richard Nixon i Gerald Ford), a w międzyczasie Ceaușescu odbył szereg wizyt do stolic bloku zachodniego.

#### Rządy Ceaușescu

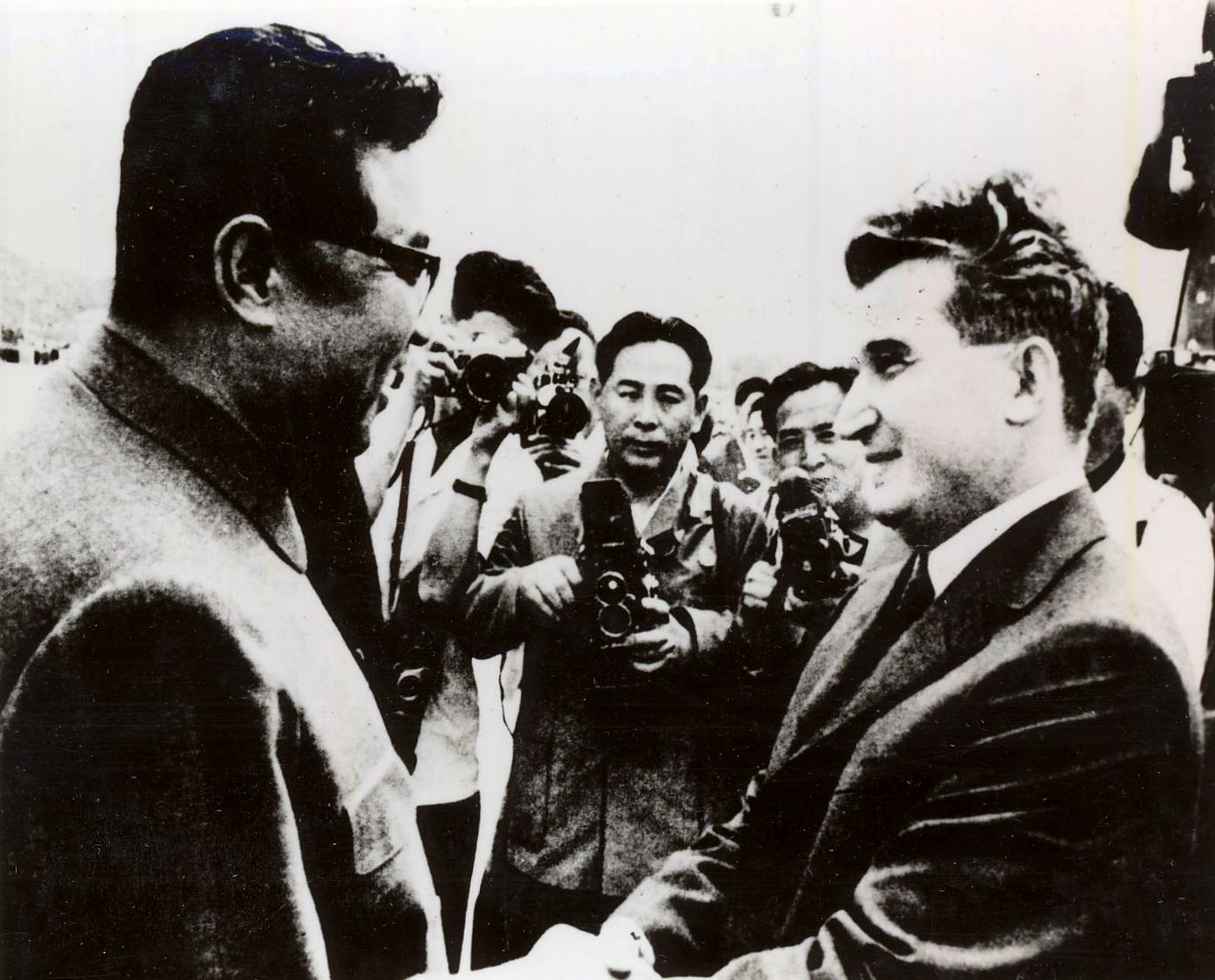
Kim Ir Sen z Nicolaem Ceaușescu w Korei Północnej w 1971 roku

Po wizycie w Korei Północnej, inspirując się filozofią polityczną Kim Ir Sena, rozwinął własny kult jednostki skupiony wokół niego i żony Eleny oraz przyjął tytuł Conducătora w przeszłości używany przez rumuńskich przywódców (oznaczający dosłownie właśnie przywódcę). W 1970 roku ograniczył liberalizację i zapoczątkował własną wersję chińskiej rewolucji kulturalnej, która rozpoczęła się wraz z ogłoszeniem przez niego Tez Lipcowych.
W ramach polityki rewolucji kulturalnej zwiększył własną władzę, skupiając wyłącznie w swoich rękach sprawy polityki zagranicznej. Powołał też nową organizację o nazwie Front Jedności Socjalistycznej (następnie przemianowany na Front Jedności i Demokracji Socjalistycznej). Była ona pozornie bezpartyjna, jednak faktycznie była kontrolowania przez partię komunistyczną. Zwiększył też skład członkowski Komitetu Centralnego, co wynikało z prowadzonych działań na rzecz aktywizacji politycznej i emancypacji kobiet, które licznie zasiliły ten organ partyjny.
W czasie swoich rządów odsunął część dotychczasowego przywództwa partii, które oskarżył o wspieranie polityki ZSRR (Alexandru Bârlădeanu, Corneliu Mănescu). Zastąpił ich nowym pokoleniem, wśród których znalazł się m.in. Manea Mănescu. Na XI Kongresie partii w 1974 roku zwolennik Ceaușescu, burmistrz Bukaresztu Gheorghe Cioară zgłosił nawet propozycję ustanowienia Ceaușescu dożywotnim sekretarzem generalnym, jednak propozycja ta została odrzucona przez partię. Jeszcze przed kongresem doszło do reformy wewnątrzpartyjnej, w wyniku której Prezydium partii zastąpiono Komitetem Wykonawczym kontrolowanym przez Ceaușescu (który kontrolował jednocześnie Sekretariat). Jeszcze w 1974 roku sekretarz generalny został mianowany prezydentem, a jego funkcje stopniowo poszerzano nadając mu kolejne tytuły, w tym naczelnego dowódcy armii. Ideologia Ceaușescu łączyła ze sobą marksizm-leninizm i skrajnie prawicowy rumuński nacjonalizm okresu międzywojennego. W ramach tej polityki zrehabilitowano część dawnych działaczy prawicowych, m.in. historyka Nicolae Iorgę, którego uznano za antyfaszystę (został on zabity przez członków faszystowskiej Żelaznej Gwardii). Nawet faszystowski dyktator Ion Antonescu został częściowo zrehabilitowany, co było zgodne z nacjonalizmem i antyradzieckością Ceaușescu. Antonescu postrzegany był przez komunistów jako patriota, który popełnił szereg błędów, a nie jak się na ogół przyjęło, jako zdrajca. W ramach narodowo-komunistycznej strategii przyjęto szereg konserwatywnych obyczajowo ustaw, m.in. całkowity zakaz aborcji (1966). Mimo nacjonalizmu prezydent prowadził politykę tolerancji względem mniejszości narodowych, zarówno węgierskiej, jak i niemieckiej tworząc m.in. oddzielne rady pracownicze dla tych społeczności, jednocześnie umożliwiając tym mniejszościom wyjazd z kraju (w ramach tej polityki z Rumunii wyjechało 200 tysięcy Niemców, którzy osiedlili się w Niemczech).
Zmiany w ideologii partii objęły również usunięcie hasła, jakoby partia była awangardą klasy robotniczej. Odniesienia do walki robotników zostały odsunięte na dalszy plan, a główną rolą partii miała być realizacja interesu narodowego. Partyjna strategia zyskała poparcie szerokich warstw społecznych i przyczyniła się do dalszego wzrostu liczby członków – w 1983 roku partia liczyła 3,3 miliona członków, a w 1989 od 3,7 do 3,8 miliona, w pewnym momencie do partii należało więc 20% dorosłych Rumunów. Wraz ze wzrostem rumuńskiego nacjonalizmu w partii zmalała liczba Węgrów (którzy dawniej liczyli 9% członków partii), w stosunku do których rząd był coraz bardziej podejrzliwy, oskarżając ich o wierność wobec rządu Węgier. Sami węgierscy komuniści w Rumunii coraz bardziej sprzeciwiali się polityce Ceaușescu, opowiadając się za przyjętym na Węgrzech bardziej wolnorynkowym modelem znanym jako gulaszowy komunizm.

#### Kryzys rządów
Sytuacja w partii zaczęła się destabilizować, gdy władzę w ZSRR rozpoczął Michaił Gorbaczow wdrażający program liberalizacji systemowej i gospodarczej (pieriestrojka, głasnost). Ceaușescu był przeciwny Gorbaczowowi i jego reformom, przez co wielokrotnie był krytykowany przez radzieckiego przywódcę. Gorbaczow zaliczył Conducătora do bandy czworga twardogłowych przywódców komunistycznych europejskiego bloku wschodniego (oprócz przywódcy Rumunii także lider Bułgarii Todor Żiwkow, NRD Erich Honecker i Czechosłowacji Gustáv Husák).
Wieści o reformach Gorbaczowa zyskiwały w Rumunii coraz większą popularność, jednak Conducător w dalszym ciągu nie robił nic, aby przyjąć podobny model w swoim kraju. Zamiast tego zwiększył własną władzę w partii, zmniejszając liczbę członków KC. Polityka ta miała fatalne skutki i doprowadziła już w 1987 roku do strajków pracowniczych. Choć strajk ustał, wywołał zamieszenie w szeregach rządzącej partii. Frakcja opozycyjna względem sekretarza generalnego powiększyła się, a na przełomie lat 1988–1989 zaczęła być dla niego coraz bardziej poważnym zagrożeniem. W marcu 1989 roku grupa czołowych działaczy komunistycznych (Silviu Brucan, Gheorghe Apostol, Alexandru Bârlădeanu, Grigore Răceanu i Corneliu Mănescu) wysłała do Conducătora list (promowany na łamach Radia Wolna Europa), w którym domagała się liberalizacji ustroju. W tym samym czasie nacjonalistyczna polityka rządu powodowała coraz większe konflikty z mniejszością węgierską wspartą przez rządzącą na Węgrzech Węgierską Socjalistyczną Partię Robotniczą.

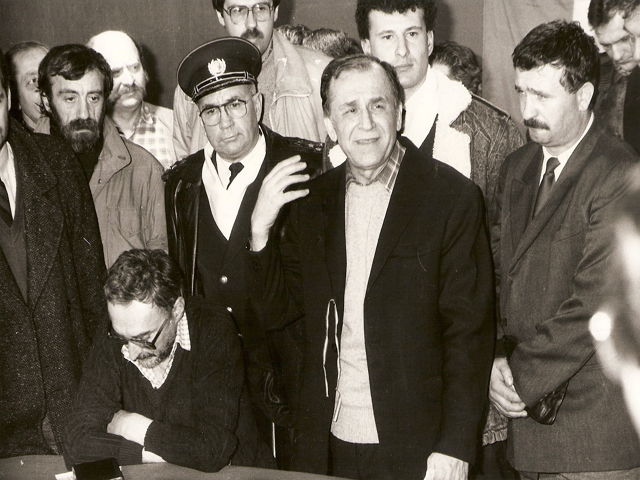
Ion Iliescu w telewizji podczas rumuńskiej rewolucji

Sytuacja jeszcze bardziej zmieniła się, gdy w Polsce rządząca partia podzieliła się władzą z opozycją. Wówczas społeczeństwo, nie widząc szans na pokojową zmianę sytuacji politycznej, rozpoczęło strajki antyrządowe, wsparte przez część działaczy partii komunistycznej. W ten sposób w grudniu 1989 roku wybuchła rewolucja rumuńska, na czele której stanęła modernistyczna i progorbaczowska frakcja partii komunistycznej. Przeciwnicy Conducătora w partii założyli Front Ocalenia Narodowego, na czele której stanął były członek KC partii Ion Iliescu. Sam Ceaușescu, wraz z żoną, został w trakcie rewolucji schwytany i rozstrzelany.
W wyniku rewolucji 1989 roku partia rozpadła się. Front Ocalenia Narodowego również wkrótce podzielił się, a w wyniku rozłamu powstały dwa odrębne organizmy partyjne – centrolewicowa Partia Socjaldemokratyczna i centroprawicowa Partia Demokratyczno-Liberalna. Bardziej radykalni działacze założyli z Ilie Verdețem na czele założyli partię o nazwie Socjalistyczna Partia Pracy. W 2003 roku przyłączyła się ona do partii socjaldemokratycznej, a członkowie niezadowoleni z aliansu założyli osobną Partię Alternatywy Socjalistycznej. W 2010 roku powstała nowa Rumuńska Partia Komunistyczna, uważająca się za oficjalnego kontynuatora historycznej tradycji rumuńskiego ruchu komunistycznego (niemniej jednak podobną politykę prowadzi kilka innych partii które niekiedy są od założonego w 2010 roku ugrupowania silniejsze).